# Pachymorpha madagassa
Pachymorpha madagassa är en insektsart som beskrevs av Brunner von Wattenwyl 1907. Pachymorpha madagassa ingår i släktet Pachymorpha och familjen Diapheromeridae. Inga underarter finns listade i Catalogue of Life.